# Distretto di Užhorod
Il distretto di Užhorod (in ucraino Ужгородський район?) è un distretto nell'oblast' della Transcarpazia in Ucraina. Il suo centro amministrativo è la città di Užhorod. Ha una popolazione di 255 000 abitanti.
Il 18 luglio 2020, come parte della riforma amministrativa dell'Ucraina, il numero di distretti dell'oblast della Transcarpazia è stato ridotto a sei e l'area del distretto di Užhorod è stata notevolmente ampliata.